# Associazione Sportiva Biellese 1941-1942
Questa voce raccoglie le informazioni riguardanti l'Associazione Sportiva Biellese nelle competizioni ufficiali della stagione 1941-1942.

## Rosa
| N. |                   | Ruolo | Calciatore         |
| -- | ----------------- | ----- | ------------------ |
|    | Italia (bandiera) | C     | Giovanni Bagnalone |
|    | Italia (bandiera) | A     | Emilio Barbero     |
|    | Italia (bandiera) | C     | Vittorio Bergamo   |
|    | Italia (bandiera) | A     | Mario Celoria      |
|    | Italia (bandiera) | C     | Alberto Cobiati    |
|    | Italia (bandiera) | C     | Gioacchino Cortese |
|    | Italia (bandiera) | A     | Bruno Dante        |
|    | Italia (bandiera) | C     | G. Ferrari         |
|    | Italia (bandiera) | A     | Emilio Forlano     |
|    | Italia (bandiera) | A     | Giorgio Gerbotto   |
|    | Italia (bandiera) | A     | V. Maccò           |
|    | Italia (bandiera) | P     | Luciano Malinverni |
|    | Italia (bandiera) | C     | V. Mazzucco        |
|    | Italia (bandiera) | C     | G. Migliazzo       |
|    | Italia (bandiera) | A     | Alberto Milli      |

| N. |                   | Ruolo | Calciatore         |
| -- | ----------------- | ----- | ------------------ |
|    | Italia (bandiera) | P     | Vittorio Mosele    |
|    | Italia (bandiera) | D     | Carlo Pischianz    |
|    | Italia (bandiera) | A     | A. Ramella         |
|    | Italia (bandiera) | D     | Giordano Roggero   |
|    | Italia (bandiera) | C     | Ermanno Scaramuzzi |
|    | Italia (bandiera) | A     | V. Scaramuzzi      |
|    | Italia (bandiera) | A     | Ivo Spada          |
|    | Italia (bandiera) | C     | Giuseppe Spinola   |
|    | Italia (bandiera) | A     | Gianni Stratta     |
|    | Italia (bandiera) | D     | Armando Todeschini |
|    | Italia (bandiera) | D     | Agostino Torassa   |
|    | Italia (bandiera) | A     | Carlo Turati       |
|    | Italia (bandiera) | A     | Alfredo Viano      |
|    | Italia (bandiera) | P     | C. Volinasso       |

## Risultati

### Serie C

#### Girone D

##### Girone di andata
| Biella 26 ottobre 1941 1ª giornata | Biellese | 2 – 0 referto | Ivrea |  |

| Sanremo 2 novembre 1941 2ª giornata | Sanremese | 2 – 2 referto | Biellese |  |

| Biella 9 novembre 1941 3ª giornata | Biellese | 3 – 1 referto | Cinzano |  |

| Cuneo 16 novembre 1941 4ª giornata | Cuneo | 2 – 1 referto | Biellese |  |

| Biella 23 novembre 1941 5ª giornata | Biellese | 1 – 0 referto | Manlio Cavagnaro |  |

| Tortona 30 novembre 1941 6ª giornata | Derthona | 0 – 1 referto | Biellese |  |

| Biella 7 dicembre 1941 7ª giornata | Biellese | 10 – 0 referto | Varazze |  |

| Chiavari 14 dicembre 1941 8ª giornata | Entella | 0 – 2 referto | Biellese |  |

| Savigliano 21 dicembre 1941 9ª giornata | Saviglianese | 2 – 4 referto | Biellese |  |

| Biella 28 dicembre 1941 10ª giornata | Biellese | 1 – 1 referto | Casale |  |

| Asti 4 gennaio 1942 11ª giornata | Asti | 1 – 1 referto | Biellese |  |

| Biella 11 gennaio 1942 12ª giornata | Biellese | 2 – 0 referto | Pro Vercelli |  |

| Aosta 18 gennaio 1942 13ª giornata | Aosta | 1 – 2 referto | Biellese |  |

| Biella 25 gennaio 1942 14ª giornata | Biellese | 5 – 1 referto | Acqui |  |

| Rapallo 1 febbraio 1942 15ª giornata | Rapallo | 0 – 2 Sul campo 2-2, a tav. referto | Biellese |  |

##### Girone di ritorno
| Ivrea 15 febbraio 1942 16ª giornata | Ivrea | 1 – 2 referto | Biellese |  |

| Biella 22 febbraio 1942 17ª giornata | Biellese | 6 – 1 referto | Sanremese |  |

| Cinzano 1 marzo 1942 18ª giornata | Cinzano | 1 – 6 referto | Biellese |  |

| Biella 8 marzo 1942 19ª giornata | Biellese | 2 – 0 referto | Cuneo |  |

| Sestri Levante 15 marzo 1942 20ª giornata | Manlio Cavagnaro | 1 – 1 referto | Biellese |  |

| Biella 22 marzo 1942 21ª giornata | Biellese | 5 – 1 referto | Derthona |  |

| Varazze 29 marzo 1942 22ª giornata | Varazze | 2 – 0 referto | Biellese |  |

| Biella 26 aprile 1942 23ª giornata | Biellese | 6 – 1 referto | Entella |  |

| Biella 3 maggio 1942 24ª giornata | Biellese | 2 – 1 referto | Saviglianese |  |

| Casale Monferrato 10 maggio 1942 25ª giornata | Casale | 2 – 2 referto | Biellese |  |

| Biella 17 maggio 1942 26ª giornata | Biellese | 3 – 1 referto | Asti |  |

| Vercelli 24 maggio 1942 27ª giornata | Pro Vercelli | 2 – 2 referto | Biellese |  |

| Biella 31 maggio 1942 28ª giornata | Biellese | 6 – 2 referto | Aosta |  |

| Acqui Terme 7 giugno 1942 29ª giornata | Acqui | 2 – 2 referto | Biellese |  |

| Biella 14 giugno 1942 30ª giornata | Biellese | 6 – 0 referto | Rapallo |  |